# Eydelstedt
Eydelstedt är en kommun och ort i Landkreis Diepholz i förbundslandet Niedersachsen i Tyskland. 
De tidigare kommunerna Donstorf, Dörpel, Düste och Wohlstreck uppgick i kommunen 1 mars 1974.
Kommunen ingår i kommunalförbundet Samtgemeinde Barnstorf tillsammans med ytterligare tre kommuner.